# Morelos, Jalisco
Morelos är en ort i Mexiko.   Den ligger i kommunen Tamazula de Gordiano och delstaten Jalisco, i den södra delen av landet, 400 km väster om huvudstaden Mexico City. Morelos ligger 1 196 meter över havet och antalet invånare är 281.
Terrängen runt Morelos är huvudsakligen kuperad. Morelos ligger nere i en dal. Runt Morelos är det ganska glesbefolkat, med 27 invånare per kvadratkilometer. Närmaste större samhälle är Tamazula de Gordiano, 10,9 km nordväst om Morelos. I omgivningarna runt Morelos växer huvudsakligen savannskog.